# 王彦章 (运动员)
王彦章（1991年5月31日—）生於中国上海杨浦，是一位中华人民共和国残奥运动员。 他也是一位腦性麻痺病人、中国共产党黨員。王彦章平時走路需要拄拐杖，而且速度比普通人慢。
王彦章13岁時被上海残疾人体育中心選中，開始了運動員生涯。後來代表中国隊参加2012年夏季残疾人奥林匹克运动会铅球、标枪、铁饼等项目並獲得男子铁饼F32/33/34级金牌和一塊銀牌。 由於殘奧會方面取消了鐵餅項目，2013年王彦章开始进行标枪训练。他还曾获得世界帕拉田徑錦標賽的奖牌 、2016年夏季残疾人奥林匹克运动会F34级标枪项目亚军和2020年东京残奥会标枪项目第四名。2018年当选亚洲残疾人奥林匹克委员会委员。
2022年2月，王彦章成為杨浦区五角场街道残联的一名工作人小區。上海封城期間，王彦章成為自己所在的寶山區罗店镇兰湖美域小區名志願者，當過一回团购团长。他還有一名妻子。